# Atethmia rubens
Atethmia rubens är en fjärilsart som beskrevs av Otto Staudinger 1901. Atethmia rubens ingår i släktet Atethmia och familjen nattflyn. Inga underarter finns listade i Catalogue of Life.